# Избори за српског члана Предсједништва Босне и Херцеговине 2010.
Избори за српског члана Предсједништва Босне и Херцеговине 2010. одржани су 3. октобра као дио општих избора у БиХ. Побиједио је Небојша Радмановић. Број важећих гласова био је 604.370 (90,13%), а неважећих 66.147 (9,87%). Од укупног броја важећих гласова, на редовним бирачким мјестима било их је 589.086 (97,47%), поштом 10.713 (1,77%), у одсуству, путем мобилног тима и у ДКП 4.356 (0,72%), те на потврђеним гласачким листићима 215 (0,04%).

## Резултати
| Кандидат              | Политички субјекат          | Број гласова | %     | Изабран / Није изабран |
| --------------------- | --------------------------- | ------------ | ----- | ---------------------- |
| Небојша Радмановић    | СНСД — СП                   | 295.629      | 48,92 | изабран                |
| Младен Иванић         | Коалиција Заједно за Српску | 285.951      | 47,31 | није изабран           |
| Рајко Паповић         | Савез за демократску Српску | 22.790       | 3,77  | није изабран           |
| Укупно важећи гласови | Укупно важећи гласови       | 604.370      | 100   | -                      |
| Неважећи гласови      | Неважећи гласови            | 66.147       | -     | -                      |
| Извор: ЦИК            |                             |              |       |                        |

| Графички приказ‍    | Графички приказ‍    | Графички приказ‍ | Графички приказ‍ | Графички приказ‍ |
| ------------------ | ------------------ | --------------- | --------------- | --------------- |
|                    |                    |                 |                 |                 |
| Небојша Радмановић | Небојша Радмановић |                 | 295.629         | 48,92%          |
| Младен Иванић      | Младен Иванић      |                 | 285.951         | 47,31%          |
| Рајко Паповић      | Рајко Паповић      |                 | 22.790          | 3,77%           |